# Herve (formaggio)
Herve (in francese fromage de Herve) è il nome di un formaggio vaccino del Belgio, è l'unico formaggio belga con il riconoscimento di Denominazione di origine protetta (in francese Appellation d'origine protégée).
Originario dell'area della Vallonia chiamata pays de Herve e compresa fra i fiumi Vesdre a sud e Mosa ad ovest, è un formaggio a pasta molle e crosta lavata ottenuto dal latte pastorizzato, in commercio lo si trova in parallelepipedi a base quadrata da 50, 100, 200 o 400 gr.